# Porsche Design
Porsche Design GmbH — германская компания-производитель модной одежды, очков, часов и сотовых телефонов для владельцев и поклонников автомобилей компании Porsche. На сегодняшний день Porsche Design является одной из ведущих компаний, занимающихся производством и выпуском аксессуаров класса люкс. Компания сотрудничает с германской спортивной компанией PUMA и швейцарской часовой компанией Eterna.

## История
Бренд Porsche Design был создан профессором Фердинандом Александером Порше. В 1972 году он предпочел легкому хлебу главы прославленной семейной фирмы нехоженую стезю свободного художника и основал собственное дизайн-бюро Porsche Design. Скромная пометка «Design by F. A. Porsche» украшает ныне самые разные предметы потребления: от ручек и солнцезащитных очков до курительных трубок и хьюмидоров. «Когда дизайнерская философия столь успешна, как наша, почему её нужно ограничивать только дорогими и спортивными автомобилями? Нашу страсть к совершенству мы перенесли во множество других областей жизни. Результат — широкий диапазон эксклюзивных предметов: одежда, аксессуары, часы, спортивное оборудование и сувениры, которые соединяют в себе настоящее качество „Порше“, революционный дизайн и классическую элегантность». Изделия с дизайном от Porsche являются синонимом функционального и пуристического дизайна, не подверженного влиянию моды и впечатляющего техническими инновациями.

## Философия и творчество Porsche Design
Основанная в 1972 году профессором Фердинандом А.Порше, создателем легендарного Porsche 911, фирма Porsche Design в своей дизайнерской студии разработала бесчисленное количество различных аксессуаров, включая часы. Последние позаимствовали многие свои характеристики из мира автомобилей: например, использование сверхлегких материалов высокой прочности, выбор цветов и материалов, хорошо различимые указатели и большое внимание к функциональности и эргономике. В 70-е годы Porsche Design впервые в истории часового дела стал использовать титан, разрабатывая сверхлегкие модели с хорошо читаемыми циферблатами на чёрном фоне. Эти свойства вобрала в себя новая коллекция Рас-РТС. Последние разработки — это лучшее проявление философии проектирования Porsche Design: здесь механизм, большая часть которого обычно скрыта ротором, виден почти полностью сквозь ажурные очертания сектора автоподзавода, напоминающего автомобильный диск, и одновременно увеличивающего эффективность системы завода. Вольфрамовый периферийный сегмент, так же как и скелетонизированный диск, на котором он закреплен, становится элементом оформления, одновременно оригинальным и функциональным.